# Expédition de Jan Zamoyski en Moldavie
Guerres moldo-polonaises
L'expédition de Jan Zamoyski en Moldavie fut une campagne militaire couronnée de succès menée en 1595 et qui visait à établir la Moldavie comme un État vassal de la Pologne.

## Contexte
Au début de l'année 1595, Sigismond Báthory, prince de Transylvanie, convainquit Ștefan Răzvan, un commandant de mercenaires hongrois au service du hospodar Aaron le Tyran, de se rebeller. Ștefan captura Aaron et l'envoya en Transylvanie, puis se proclama nouveau hospodar et vassal de Sigismond. En réponse, le sultan ottoman Mehmed III, qui avait été le protecteur et le souverain d'Aaron, décide de mettre un terme aux luttes de pouvoir en cours en Moldavie, en Valachie et en Transylvanie entre différents magnats. Alors que la Valachie devait recevoir un nouveau dirigeant parrainé par les Turcs, la Moldavie devait être simplement incorporée à l'Empire ottoman en tant que province. L'intervention ottomane suscite des inquiétudes dans la République des Deux Nations voisine, qui cherchait à rétablir son influence dans la région, après avoir perdu sa souveraineté sur la Moldavie une centaine d'années plus tôt à la bataille de la forêt de Cosmin.

## La bataille de Cecora
À l'été 1595, une armée polonaise de 5 000 cavaliers et 2 300 fantassins entre en Moldavie, occupe Khotin le 27 août et la capitale Iași le 3 septembre, où Zamoyski installe Ieremia Movilă comme nouveau hospodar ; celui-ci poursuit une politique favorable à la Pologne. Le sultan ottoman, non sans difficulté, envoie alors contre Zamoyski une armée composée principalement de Tartares et de troupes ottomanes régulières d'un effectif total d'environ 25 000 hommes. Zamoyski, ayant entendu parler de l'approche de l'ennemi, se fortifie derrière le Prouth. L'armée tatare-ottomane arrive le 18 septembre et plusieurs escarmouches ont lieu le même jour. Le principal affrontement eut lieu le 19 septembre, lorsque les Tatars tentèrent, à plusieurs reprises et sans succès, de pénétrer dans le camp polonais. Le 20 septembre, le Khan Gazi, incapable de remporter la victoire sur le camp polonais, entame des négociations. Le 21 septembre, un traité de paix est signé, dans lequel les Tatars reconnaissaient Ieremia Movilă comme hospodar et acceptent le stationnement des troupes polonaises en Moldavie. Le 23 septembre, les Tatars commencent à se retirer.

## La Moldavie, un condominium polono-ottoman
Après la victoire de l'armée polonaise à Cecora et la reconnaissance de Ieremia Movilă comme hospodar, la Moldavie devint de facto un condominium polono-ottoman, payant tribut aux Ottomans tout en étant en même temps un État vassal de la République des Deux Nations. Cette situation déplaît cependant à Ștefan Răzvan, qui, aidé par les Turcs et à la tête d'une armée de 5 000 hommes, entre en Moldavie pour renverser Ieremia Movilă.

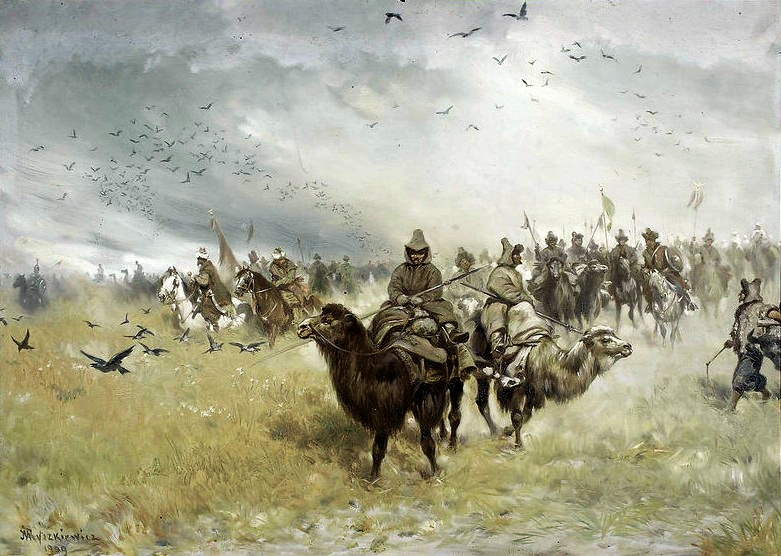
L'avant-garde tatare (tableau de Józef Ryszkiewicz de 1909).

## La bataille de Suceava

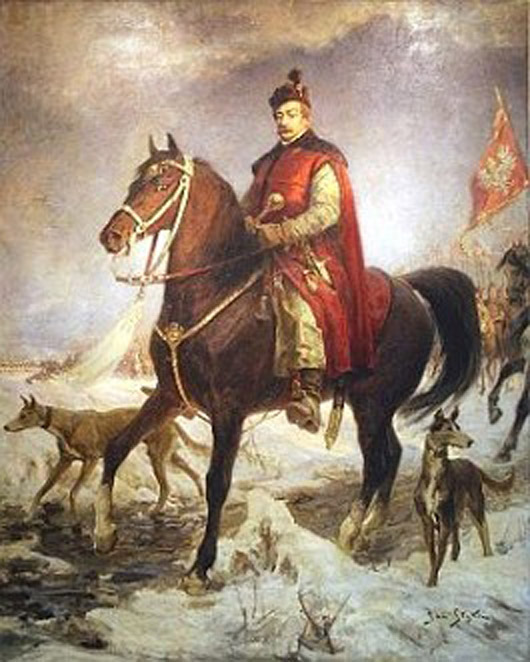
Le hetman Jan Zamoyski (tableau de Jan Styka).

Le 12 décembre, l'armée de Răzvan affronte une force polonaise deux fois plus petite près de Suceava. Malgré les tentatives du commandant polonais Jan Potocki, Răzvan n'était pas désireux de négocier. La bataille est alors livrée. Les forces de Răzvan se déploient sur une montagne abritée par des palissades, tandis que les Polonais prennent position dans la vallée en face. Les Polonais ouvrent la bataille avec des tirs d'artillerie, tuant au passage l'un des commandants des forces de Răzvan. Le bombardement est suivi d'une contre-attaque de la cavalerie transylvanienne, qui est écrasée par Potocki. Les Polonais pénètrent alors dans le camp de Răzvan, qui se défend courageusement, bien qu'il ait dû céder et se retirer avec les restes de ses troupes. Il est cependant vite rattrapé et Ieremia Movilă ordonne qu'il soit torturé et empalé.

## Conséquences
En 1597, le traité d'amitié polono-ottoman fut renouvelé, reconnaissant l'élection des hospodars par les rois polonais, tout en maintenant l'obligation faite aux Moldaves de payer un tribut au sultan. L'année suivante, la Porta obligea le Khan de Crimée à ne pas violer les frontières polonaises, et même à fournir une assistance militaire à l'appel du roi.
La Moldavie cessera d'être un vassal de la Pologne après la guerre polono-ottomane de 1620-1621.